# Ruta del Vino del Valle del Limarí
La ruta del vino del Valle de Limarí se encuentra ubicada en la región vitícola de Coquimbo, Chile. En este valle existen solo dos viñas abiertas permanentemente a la actividad turística de acuerdo al diagnóstico de 2013.

## Fiestas de la Vendimia
La Fiesta de la Vendimia de Ovalle, se realiza el último fin de semana de febrero en la ciudad de Ovalle, se celebra desde el año 2005, este evento reúne a más de 30 mil personas. En esta fiesta se celebra la producción de piscos, vinos y cervezas de la provincia del Limarí. En esta fiesta están presentes vinos de las viñas Tabalí, Tamaya, Ocho Tierras, Dalbosco y Soler, así como los piscos chilenos Mal Paso, Ovalle y Capel, el pajarete Vendimia del Desierto y las cervezas Atrapaniebla y Cruz del Sur. Esta actividad incluye la elección de reinas, la pisada de uvas, muestras gastronómicas, clínicas de cocina, catas de vinos, la visita de bármanes, chef y otros profesionales. Durante al año 216 se preparó el ponche más grande del mundo con más de 100 litros de esta preparación.
La Fiesta de la Vendimia de Río Hurtado se realiza desde el año 2010 cada último fin de semana del mes de abril en la localidad de Serón en la comuna de Río Hurtado. Es organizado por la Municipalidad de Río Hurtado y la Junta de Vecinos de Seron. Esta actividad incluye música folclórica, stand con licores, comidas, bebidas tradicionales, artesanías, conservas, entre otros productos. La actividad es de carácter local que logra reunir a más de cinco mil personas en los dos días que dura la actividad, donde hay elección de Reina de la Vendimia y un baile comunitario.
La Fiesta de la Vendimia de Punitaqui fue realizada por primera vez el año 2015 en el Estadio Municipal de Punitaqui con la finalidad de promover la actividad turística, fue organizada por el Municipio de Punitaqui con apoyo de fondos del gobierno regional y reunió a más de tres mil personas, se desarrolla con muestra de vinos de las viñas Soler y Dalbosco, comidas tradicionales como los asados de cabrito y cordero, empanadas, carne, sándwiches, pescado frito, cazuela y muestra de cervezas artesanales locales. La actividad contempla la elección de reina de la vendimia, pisada de uvas, muestra de música tradicional como cuecas y guarachas.
La Fiesta de Vendimia de Rapel en la comuna de Monte Patria, es una actividad organizada desde el año 2010 por los vecinos de la localidad de Rapel con apoyo de la Municipalidad de Monte Patria y de algunos empresarios. La actividad está dirigida principalmente a la comunidad de Monte Patria y busca preservar las tradiciones, entre las que destacan la producción de platos típicos,  juegos y deportes tradicionales entre los que destacan las carreras de ensacados, las carreras de burros y el maratón tromporero.